# Loxoblemmus macrocephalus
Loxoblemmus macrocephalus är en insektsart som beskrevs av Lucien Chopard 1967. Loxoblemmus macrocephalus ingår i släktet Loxoblemmus och familjen syrsor. Inga underarter finns listade i Catalogue of Life.